# チェスリン・コルビ
チェスリン・コルビ（Cheslin Kolbe、1993年10月28日 - ）は、ジャパンラグビーリーグワン東京サントリーサンゴリアスに所属するラグビーユニオン選手。

## プロフィール
- 南アフリカ・クラーイフォンテーン出身。
- ポジションはウィング(WTB)、フルバック(FB)なお、本人曰くスクラムハーフ（SH）として15人制の国際試合に数試合出場したことがあるという。またトゥールーズ時代にはスタンドオフ（SO）としてプレーしたことがある
- 身長 171 cm、体重 74 kg
- U20南アフリカ代表に選ばれたことがある[1]。
- 南アフリカ代表キャップは37（2024年9月28日現在）でラグビーワールドカップ2019・ラグビーワールドカップ2023の南アフリカ代表に選ばれた[2]。
- リオ五輪の7人制南アフリカ代表に選ばれ[3] 銅メダル獲得。

## 略歴
ウェスタン・プロヴィンス、ストーマーズを経て、2017年、トゥールーズに加入。
2021年、RCトゥーロンに加入。
2023年、東京サントリーサンゴリアスに加入。同年12月10日に行われたJAPAN RUGBY LEAGUE ONE第1節スピアーズ船橋・東京ベイ戦にて先発出場でリーグワン公式戦初出場を果たした。